# Ediciones Pentagrama
Ediciones Pentagrama es una compañía disquera independiente mexicana, fundada en 1981 y dirigida por Modesto López.

## Historia
Nació el 6 de octubre de 1981 y desde entonces sus objetivos han estado dirigidos a convertir a esta empresa en una alternativa en el ámbito musical en México. Igualmente se ha hecho especial énfasis en producir y distribuir las grabaciones de las múltiples manifestaciones musicales de México. Por ello, en su catálogo se encuentran grabaciones como El Encuentro de Jaraneros en Tlacotalpan, Veracruz, el Encuentro de Chileneros o Jaranas Yucatecas y Rancheras Corridas, el son huasteco, música purépecha, etcétera.

## Catálogo
A lo largo de estos años, el catálogo se ha ampliado hasta contar actualmente con más de 700 títulos de jazz, música para niños, rock mexicano, boleros, afroantillana, folclore latinoamericano, tango, trova tradicional y contemporánea y música tradicional mexicana. Edita libros y DVD que producen ellos mismos.

## Artistas en Ediciones Pentagrama
- Adriana Varela
- Alain Derbez
- Alberto Cortez
- Alejandro Chávez
- Alfredo Zitarrosa
- Amparo Ochoa
- Argelia Fragoso
- Armando Rosas y La Camerata Rupestre
- Astor Piazzolla
- Astillero
- Atahualpa Yupanqui
- Botellita de Jerez
- Carlos Mejía Godoy
- Carmina Cannavino
- Cecilia Toussaint
- Daniel Viglietti
- El Personal
- Esther Soler
- Eulalio González
- Follaje
- Francisco Barrios "El Mastuerzo"
- Gabino Palomares
- Jaime López
- La Castañeda
- Les Luthiers
- Lisandro Meza
- Litto Nebbia
- Los Gatos
- Los Nakos
- Luis Pescetti
- Margie Bermejo
- Mamá-Z
- Nina Galindo
- Nito Mestre
- Omara Portuondo
- Oscar Chávez
- Quinteto Mocambo
- Rafael Mendoza
- Roberto González
- Rockdrigo González
- Roque Dalton (Poesías en su voz)
- Tomatito
- Toño Canica
- Vicente Feliú

## Coproducciones
En múltiples ocasiones han hecho coproducciones con instituciones culturales en varios estados y municipios: en el Distrito Federal con el Gobierno del Distrito Federal, con el Consejo Nacional para la Cultura y las Artes (CONACULTA), el Instituto Nacional de Antropología e Historia y el Instituto Nacional de Culturas Populares, entre otros. 

## Ventas
Su catálogo completo forma parte del acervo de varias universidades en el país y en el extranjero. Realiza ventas e intercambio con diversas instituciones culturales públicas y privadas de México, América, Europa y Asia. Actualmente tienen convenios de distribución y producción mutua con las empresas Melopea Discos de Argentina, Round World Records de Estados Unidos, Take Off y Corporation de Japón.

## Clientes
Un porcentaje muy importante de sus clientes lo conforman las librerías y tiendas de discos. Participan con exposiciones y venta en eventos culturales como la Feria Internacional del Libro de Guadalajara, Feria Internacional del Libro Infantil y Juvenil en D.F., Feria Internacional del Libro de Monterrey, y más de 30 Ferias que se realizan actualmente en los distintos estados de México.